# سوق الواجهة البحرية
سوق الواجهة البحرية هو سوق للأسماك والخضروات واللحوم في ديرة، دبي، الإمارات العربية المتحدة. افتتح السوق عام 2017. يقع على كورنيش ديرة بالقرب من ميناء الحمرية عند تقاطع طريق الخليج مع طريق أبو هيل. يغطي السوق أكثر من 120 ألف قدم مربع ويحل محل سوق ديرة للأسماك القديم. ويتبع السوق لشركة «إثراء دبي» المملوكة لمؤسسة دبي للاستثمارات الحكومية

## السلع
تشمل السلع التمور والأسماك والفواكه والعسل واللحوم والتوابل (مثل البهارات والدقة ورأس الحانوت والزعفران والزعتر) والخضروات. كما يضم سوقاً للملابس والعطور والإلكترونيات والمجوهرات على مساحة 700 قدم مربعتوجد مطاعم على الواجهة البحرية في السوق. يدعم السوق الصيد والزراعة المستدامة. كما أنه يدعم مسابقة الجداريات والفنون. تقام بطولة قوارب التنين على الواجهة البحرية في السوق. يقام في السوق فعاليات خاصة خلال ديوالي.

## الزوار
وبحلول عام 2022، استقبل السوق 50 مليون زيارة منذ عام 2017.

## روابط خارجية
- موقع سوق الواجهة البحرية